# Artabotrys hienianus
Artabotrys hienianus este o specie de plante angiosperme din genul Artabotrys, familia Annonaceae, descrisă de Nguyên Tiên Bân. Conform Catalogue of Life specia Artabotrys hienianus nu are subspecii cunoscute.